# Ulrike Koch-Brinkmann
Ulrike Koch-Brinkmann, geborene Koch, (* 1964 in Hamburg) ist eine deutsche Klassische Archäologin.

## Leben
Ulrike Koch, Tochter des Kunsthistorikers Georg-Friedrich Koch, wuchs in Hamburg und Darmstadt auf und studierte Klassische Archäologie in München und in Bochum. 1994 wurde sie in Bochum mit der Arbeit Polychrome Bilder auf weißgrundigen Lekythen. Zeugen der klassischen griechischen Malerei bei Volkmar von Graeve als Stipendiatin der Studienstiftung des deutschen Volkes promoviert.
1994/95 erhielt sie das Reisestipendium des Deutschen Archäologischen Instituts. Von 2007 bis 2010 war sie an der Universität München als wissenschaftliche Mitarbeiterin tätig. Ulrike Koch-Brinkmann unterrichtet an den Universitäten Augsburg und Göttingen.
Die Ergebnisse der Forschungsarbeiten zur antiken Polychromie, die sie zusammen mit ihrem Ehemann Vinzenz Brinkmann erarbeitet, wurden in der Wanderausstellung Bunte Götter – Die Farbigkeit antiker Skulptur bereits an verschiedenen Orten (Glyptothek München, Liebieghaus Skulpturensammlung Frankfurt, Musei Vaticani Rom, Ny Carlsberg Glyptotek Kopenhagen, Archäologisches Nationalmuseum Athen, Archäologisches Museum Istanbul, Fine Arts Museums San Francisco, Palacio de Bellas Artes Mexiko-Stadt, Universitätsmuseen von Harvard, Oxford, Göttingen, Heidelberg, Tübingen u. a.) gezeigt. Ulrike Koch-Brinkmann leitet das Team, das die Rekonstruktionsprojekte zur Polychromieforschung erstellt.
Zusammen mit Anna Biering leitet sie den Verlag Biering und Brinkmann und das altertumswissenschaftliche Datenbankprojekt Dyabola.

## Schriften (Auswahl)
Als Autorin
- Polychrome Bilder auf weißgrundigen Lekythen. Zeugen der klassischen griechischen Malerei (= Studien zur antiken Malerei und Farbgebung. Bd. 4). Biering & Brinkmann, München 1999, ISBN 3-930609-18-5 (Dissertation, Universität Bochum, 1994).
- zusammen mit Vinzenz Brinkmann: Der prächtige Prinz. Biering & Brinkmann, München 2003, ISBN 3-930609-20-7.

Als Herausgeberin
- mit Sabine Haag, Vinzenz Brinkmann: Bunte Götter. Die Farbigkeit antiker Skulptur. Ausstellungskatalog Kunsthistorisches Museum, Wien 2012.
- mit Renée Dreyfus, Vinzenz Brinkmann: Gods in Color. Polychromy in the Ancient World. Ausstellungskatalog Legion of Honor, San Francisco 2017.
- mit Vinzenz Brinkmann: Bunte Götter – Golden Edition. Die Farben der Antike. Ausstellungskatalog Liebieghaus Skulpturensammlung, Frankfurt 2020.